# Calytrix brownii
Calytrix brownii är en myrtenväxtart som först beskrevs av Johannes Conrad Schauer, och fick sitt nu gällande namn av Lyndley Alan Craven. Calytrix brownii ingår i släktet Calytrix och familjen myrtenväxter. Inga underarter finns listade i Catalogue of Life.